# Персональна хмара
Персональна хмара — колекція цифрового контенту та додаткових сервісів які доступні з будь-якого пристрою. Персональна хмара не є матеріальним об'єктом. Це місце де користувачі мають можливість зберігати, синхронізувати, транслювати в потік та розповсюджувати контент на сумісні платформи, екрани, з одного місцеположення  в інше. Створена на пов'язаних сервісах та застосунках, персональна хмара відображає та встановлює очікування споживачів на те, як будуть працювати обчислювальні послуги наступного покоління.
Розрізняють чотири основні типи персональних хмар: онлайн-хмара, хмарний NAS, хмарний сервер, та власноруч створена домашня хмара.

## Онлайн-хмара
Термін онлайн хмара також деколи розуміють як публічна хмара. Онлайн хмара це модель хмарних обчислень коли обчислювальні ресурси такі як програмне забезпечення та сховище даних стають доступними через мережу Інтернет  і забезпечуються сервіс-провайдерами. В моделі онлайн хмари хмарні сервіси надаються у вигляді віртуалізованої екосистеми, що використовує спільний пул обчислювальних ресурсів.
Типово, окремий користувач чи організація має обмежений контроль над екосистемою в якій працює онлайн хмара, і базова  інфраструктура розподіляється між багатьма користувачами та організаціями. Дані та програмне забезпечення, що надаються постачальником послуг, логічно відокремлені, забезпечуючи доступ лише авторизованих користувачів.
Прикладами онлайн хмар є Google Apps for Work та Microsoft office 365 (забезпечують набір застосунків для роботи з електронною поштою, календарем, опрацювання документів та файлове сховище), Dropbox (сервіс основне призначення якого збереження файлів та забезпечення спільного доступу до них), OneDrive, Box, Funambol, та Basefolder.

## Хмарний NAS
Пристрій network-attached storage (NAS) — комп'ютер приєднаний до мережі, що забезпечує сервіс збереження файлів для інших пристроїв мережі. Не дивлячись на те, що на ньому може працювати інше програмне забезпечення, він не призначений для функціонування як сервер загального призначення. Хмарний NAS це віддалене сховище яке може бути доступне через мережу Інтернет подібним способом як і з локальної мережі.

Хмарні NAS часто використовують для резервного копіювання та архівації. Однією з переваг хмари NAS є те, що дані в хмарі можуть бути доступні в будь-який час і з будь-якого місцеположення. Основним недоліком, тим не менше, є те, що швидкість передачі даних обмежена  швидкістю мережі і може бути доволі низькою. Прикладами персональних хмар NAS є My Cloud від компанії Western Digital, CloudBox від Lacie та   Central by Seagate.

## Хмарний сервер
Багато в чому хмарні сервери працюють подібно фізичним серверам але функції які вони виконують можуть різнитися. Типово, хмарний сервер знаходиться на «території» власника, під'єднаний до мережі Інтернет та надає функції притаманні онлайн-хмарі але з перевагами безпеки файлів що знаходяться під контролем власника.
Історично вважається, що хмарний сервер розгортається корпоративним способом, бізнесом який потребує внутрішньої хмари. Проте, існують також варіанти розгортання внутрішньої хмари для індивідуальних користувачів, такі як, наприклад, системи з відкритим кодом ownCloud (яка працює на Linux), пристрій CloudLocker від компанії StoAmigo та проект Nimbus.

## Власноруч створені домашні хмари
Для більш технологічно досвідчених користувачів частим способом розгортання персональної хмари є власноруч створена хмара, приєднанням зовнішнього жорсткого диску з USB  до Wi-Fi  роутера. Це дозволяє комп'ютерам, поєднаним провідним та безпровідним способом, отримувати доступ до зовнішнього диску та використовувати його як сховище для файлів, яким потрібно надати доступ через мережу.
Для створення такої хмари користувач повинен володіти певними ступенями навичок в технології та налаштуванні мереж. Це рішення не для початківців. Якщо налаштування не буде зроблено технічним спеціалістом то найбільшою проблемою буде безпека файлів і можливість доступу до них будь-кого з відповідними технічними знаннями. Не всі роутери підтримують такий тип доступу. Три найбільші компанії що випускають роутери які можна «перетворити» на домашні хмари це Linksys, Netgear та Asus.